# Кубок Латвийской железной дороги
Кубок Латвийской железной дороги (Кубок ЛЖД, латыш. Latvijas dzelzceļa kauss) — ежегодный предсезонный хоккейный турнир в конце августа, проходящий с 2009 года в столице Латвии Риге. Большинство команд-участников — члены Континентальной хоккейной лиги; также привлекаются члены финской СМ-Лиги. Спонсор турнира — Латвийская железная дорога.

## Участники
2009 год. Участники по результату: рижское «Динамо», ярославский «Локомотив», подмосковный «Атлант», финский «Ильвес».
2010 год. Участники по результату: ярославский «Локомотив», рижское «Динамо», подмосковный «Атлант», московское «Динамо».
2011 год. Участники по результату: ярославский «Локомотив», нижнекамский «Нефтехимик», рижское «Динамо», минское «Динамо», подмосковный «Атлант», финский «СайПа».
2012 год. Участники по результату: рижское «Динамо», ярославский «Локомотив», финский «Эспоо Блюз», подмосковный «Атлант».
2013 год. Участники по результату: питерский «СКА», рижское «Динамо», пражский «Лев», ярославский «Локомотив», минское «Динамо», казанский «Ак Барс».
2014 год. Участники по результату: казанский «Ак Барс», рижское «Динамо», ярославский «Локомотив», минское «Динамо».
2015 год. Участники по результату: казанский «Ак Барс», ярославский «Локомотив», рижское «Динамо», минское «Динамо».
2016 год. Участники по результату: казанский «Ак Барс», ярославский «Локомотив», рижское «Динамо», минское «Динамо».
2017 год. Участники по результату: ярославский «Локомотив», рижское «Динамо», казанский «Ак Барс», минское «Динамо».
2018 год. Участники по результату: рижское «Динамо», казанский «Ак Барс», ярославский «Локомотив», швейцарский «Давос», минское «Динамо».
2019 год. Участники по результату: рижское «Динамо», казанский «Ак Барс», ярославский «Локомотив», екатеринбургский «Автомобилист», минское «Динамо».
В 2020 году турнир не состоялся из-за коронавируса.

## Призёры
| Год  | 1-е место   | 2-е место   | 3-е место   |
| ---- | ----------- | ----------- | ----------- |
| 2009 | Динамо Рига | Локомотив   | Атлант      |
| 2010 | Локомотив   | Динамо Рига | Атлант      |
| 2011 | Локомотив   | Нефтехимик  | Динамо Рига |
| 2012 | Динамо Рига | Локомотив   | Эспоо Блюз  |
| 2013 | СКА         | Динамо Рига | Лев         |
| 2014 | Ак Барс     | Динамо Рига | Локомотив   |
| 2015 | Ак Барс     | Локомотив   | Динамо Рига |
| 2016 | Ак Барс     | Локомотив   | Динамо Рига |
| 2017 | Локомотив   | Динамо Рига | Ак Барс     |
| 2018 | Динамо Рига | Ак Барс     | Локомотив   |
| 2019 | Динамо Рига | Ак Барс     | Локомотив   |